# Giuseppe Benedetto Dusmet
Blaženi Giuseppe Benedetto Dusmet, O.S.B., italijanski rimskokatoliški duhovnik, škof in kardinal, * 15. avgust 1818, Palermo, † 4. april 1894.

## Življenjepis
13. avgusta 1840 je podal redovne zaobljube pri benediktincih.
22. februarja 1867 je bil imenovan za nadškofa Catanie in 10. marca istega leta je prejel škofovsko posvečenje.
11. februarja 1889 je bil povzdignjen v kardinala in imenovan za kardinal-duhovnika S. Pudenziana.